# Munna cryophila
Munna cryophila är en kräftdjursart som beskrevs av Ernst Vanhöffen 1914. Munna cryophila ingår i släktet Munna och familjen Munnidae. Inga underarter finns listade i Catalogue of Life.